# Ostružiník voskovaný
Ostružiník voskovaný (Rubus cockburnianus) je rostlinný druh z širokého rodu ostružiník.

## Pojmenování
- Pojmenování druhu odkazuje na rodinu Cockburn z Číny.[2]
- Synonymum Rubus giraldianus

## Vzhled
Ostružiník voskovaný je keř dorůstající výšky až 3 metry. Kvete od června do července, plody dozrávají od srpna do září.

## Využití
- Keře se pěstují v zahradách a parcích pro dekorativní účely (bezlisté trnité větve v zimním období).[3][4]
- Plody jsou jedlé.[5]
- Z plodů se vyrábí tmavofialové barvivo.[6]